# 范蓋
范蓋（？—？），東晉南阳順陽（今河南省淅川县李官桥镇）人，順陽范氏第四代。

## 家屬
- 范汪：父親官拜安北將軍、徐兗二州刺史。
- 范康：兄長，早卒。
- 范甯(范寧)：兄長官拜太守、中書侍郎。
- 王坦之：丈夫，東晉太原王氏族人、尚書令王述之子、官拜北中郎將、徐兗二州刺史
- 王愷：兒子。
- 王愉：兒子。
- 王國寶：兒子。
- 王忱：兒子。[1]

### 參看
- 順陽范氏